# Mimicogryllus
Mimicogryllus is een geslacht van rechtvleugeligen uit de familie krekels (Gryllidae). De wetenschappelijke naam van dit geslacht is voor het eerst geldig gepubliceerd in 1994 door Gorochov.

## Soorten
Het geslacht Mimicogryllus omvat de volgende soorten:
- Mimicogryllus hymenopteroides Gorochov, 1994
- Mimicogryllus maculatus Chopard, 1927